# Tip des Fischkochs
Tip des Fischkochs war eine Kochsendung des Fernsehens der DDR, die von 1960 bis 1972 wöchentlich ausgestrahlt wurde. Durch die Sendung führte zehn Jahre lang Rudolf Kroboth.

## Entstehungsgeschichte
1960 kam in Rostock eine große Ladung Strömlinge in Tomatensoße aus der Sowjetunion an und wurde auf die Geschäfte der DDR verteilt. Der Abverkauf gestaltete sich schwierig, da kaum jemand die kyrillische Aufschrift lesen konnte. Rudolf Kroboth war eigentlich Werbeleiter des Fischkombinats Rostock in Marienehe, als „Fischkoch“ zeigte er im Fernsehen passende Rezepte für die Konservenfische, die sich daraufhin sehr erfolgreich verkaufen ließen.

## Inhalt
Nach diesem positiven Effekt wurde der Tip des Fischkochs ins regelmäßige Fernsehprogramm aufgenommen. Jeden Dienstagabend kurz vor dem Sandmännchen zeigte Rudolf Kroboth, was man so alles mit frischem Fisch oder auch mit Konserven „zaubern“ konnte. 1966 kamen mitkochende Zuschauer in der Sendung hinzu. Außerdem entstand die monatlich gezeigte Sendung „Rendezvous für Feinschmecker“.
Die Inhalte der Sendung und vor allem die präsentierten Fischarten wurden dabei unter Berücksichtigung der aktuellen Versorgungslage gewählt. Rudolf Kroboths Sohn Rainer Kroboth, der die Sendung nach einer Erkrankung seines Vaters ab 1970 im Fernsehen präsentierte: „Wenn gerade die Kühlhallen mit Barsch überfüllt waren, mussten wir in den nächsten Sendungen die Barsche anpreisen. Damit sie die loswerden.“

## Aktivitäten außerhalb des Fernsehens
Mit seiner fahrbaren Fischküche warb Rudolf Kroboth durch Schaukochen vor Ort für den Fischkonsum. Zusätzlich gab er einmal wöchentlich im Frühprogramm von Radio DDR Rezepttipps. Auch gab es aufklärende Artikel zum Fisch in verschiedenen Publikationen. Mitte der 1960er Jahre begann Kroboth, die republikweite Fischrestaurantkette Gastmahl des Meeres aufzubauen und zu betreuen.

## Ende der Sendereihe
Das zentrale Ziel der Sendung war von Anfang an, im Auftrag der DDR-Fischwirtschaft den Fischkonsum anzukurbeln. Dies wurde 1972 deutlich: Von den Ostseeanrainerstaaten wurden in diesem Jahr die Fischereischutzzonen neu ausgewiesen. Die DDR musste sich von nun an das Recht, mit ihrer großen Fischereiflotte in fremden Gewässern zu fischen, mit Devisen erkaufen. Diese knappen Devisen fehlten, und die staatlichen Organe waren der Meinung, die wenigen verbliebenen Fische auch ohne „Werbung“ loszuwerden.

## Auszeichnungen
- 1966: Silberner Lorbeer des Fernsehfunks der DDR